# Массовое убийство в Саутпорте (2024)
Резня в Саутпорте (2024) — массовое убийство детей в танцевальном клубе «Hart Space» в Саутпорте, Великобритания.

## Место атаки
Студия расположена в миле (1,6 км) от центра города. В здании также проходят кружок йоги, танцев, занятия для беременных, а также кружки для детей. Сама студия расположена на первом этаже и делит его с офисом.

## Атака
Примерно в 11:45 нападавший прибыл на Харт-стрит на такси и, отказавшись платить за поездку, дошёл до «Hart Space». Он зашёл в здание через передние двери и напал на людей с 20-сантиметровым кухонным ножом Apollo Cerbera.
Многие сотрудники и учителя попытались остановить нападавшего. Одна учительница танцев заперла детей в туалете, а другая вывела своих воспитанников через запасной выход. Мужчина из офиса забежал в студию, услышав крики, и был ранен в ногу, пытаясь обезоружить нападавшего. Первый полицейский, прибывший на место происшествия, ожидал подкрепления, так как был вооружён только дубинкой. Нападавшего остановили с помощью электрошокера, а затем арестовали.

## Жертвы
Две девочки: шестилетняя Биби Кинг и семилетняя Элси Дот Стэнкомб погибли на месте. Девять человек и двое взрослых были доставлены в больницу. Шестеро из девяти детей и оба взрослых находились в тяжёлом состоянии. Третья девочка — девятилетняя Алиса да Сильва Агиар скончалась позже в тот же день.

## Нападавший
Аксель Муганва Рудакубана (род. 7 августа 2006 года) был арестован на месте преступления. Рудакубана родился в Кардиффе, Уэльс и является подданным Великобритании. Его родители родом из Руанды. Соседи описали его как «тихого». У него также было диагностировано расстройство аутистического спектра.
Местная полиция не установила точный мотив, но не классифицировала нападение как террористический акт.
В 2018 году Аксель Рудакубана снимался в благотворительном рекламном ролике «Children in Need 2018» для британской вещательной корпорации BBC. 
В ролике он выходил из ТАРДИС в костюме Доктора Кто. После того как выяснилось, что снимавшийся в рекламе стал убийцей трёх девочек в Саутпорте, ролик с его участием был удалён. Представитель благотворительной организации Children in Need заявил: «Мы выражаем глубочайшие соболезнования всем, кого затронул этот шокирующий случай, и из уважения к ним мы удалили видео со всех наших платформ». 23 января 2025 года преступник был приговорён к пожизненному заключению с минимальным сроком в 52 года.

## Последствия

### Официальные заявления
Премьер-министр Великобритании Кир Стармер заявил, что инцидент является ужасающим и шокирующим, а также поблагодарил спецслужбы за быстрое реагирование.
Соболезнования также были принесены королём Карлом III, королевой Камиллой, принцем Уэльским, а также принцессой Уэльской.
Президент Португалии Марселу Ребелу де Соуза, премьер-министр Португалии Луиш Монтенегру и региональное правительство Мадейры выразили соболезнования, поскольку родители Алисы Агиар эмигрировали с Мадейры в Великобританию.
Тейлор Свифт, музыке которой был посвящен этот семинар и танцы, ответила: «Ужас вчерашнего нападения в Саутпорте не покидает меня […] Это были всего лишь маленькие дети на уроке танцев. Я совершенно не знаю, как выразить свои соболезнования этим семьям». К 1 августа ее поклонники собрали более 300 000 фунтов стерлингов для пострадавших.

### Общественная реакция и протесты
Сразу после атаки в социальных сетях начала распространяться дезинформация о личности злоумышленника, в том числе вымышленное имя. Ложные утверждения о национальности, религии и миграционном статусе подозреваемого распространялись в некоторых ультраправых аккаунтах.